# Partridge, Kansas
Partridge är en ort i Reno County i Kansas. Vid 2010 års folkräkning hade Partridge 248 invånare.